# Casa de Normandia
Casa de Normandia, conform originalului din engleză, House of Normandy sau al originalului din limba normandă, Maison de Nouormandie, popular cunoscută ca dinastia normandă, este desemnarea uzuală pentru monarhii englezi care au urmat la tron imediat după cucerirea normandă (din 1066) a Angliei și care a durat până la preluarea puterii de către dinastia Plantagenet în anul 1154.
Dinastia normandă îl include pe William Cuceritorul și urmașii săi până în 1135.  După acel an, succesiunea la tronul Angliei a fost disputată între nepoții lui William, Matilda și Ștefan din Casa de Blois (sau Dinastia Blesevin).  
Monarhii normanzi au fost: 
- William I, 1066 – 1087
- William II, 1087 – 1100
- Henry I, 1100 – 1135
- Ștefan, 1135 – 1154